# Te slăvim, Românie
Te slăvim, Românie (deutsch Dich rühmen wir, Rumänien) war von 1953 bis 1975 die Nationalhymne der
Volksrepublik und der Sozialistischen Republik Rumänien.
Die Verse wurden von Eugen Frunză und Dan Deșliu geschrieben. Die Musik stammt von Matei Socor.

## Geschichte
Die Hymne ersetzte die zuvor verwendete provisorische Nationalhymne Zdrobite cătușe.
Ab dem Ende der 1960er-Jahre wurde die zweite Strophe von Te slăvim, Românie, die die Freundschaft mit der Sowjetunion und dem Leninismus betont, nicht mehr gesungen.
Drei Jahre nachdem Nicolae Ceaușescu das Amt des Staatspräsidenten übernommen hatte, wurde Trei culori zur Nationalhymne.

## Text
| Original | Deutsche Übersetzung |
| --- | --- |
| Te slăvim, Românie, pământ părintesc, Mândre plaiuri sub cerul tău pașnic rodesc. E zdrobit al trecutului jug blestemat, Nu zadarnic străbunii eroi au luptat, Astăzi noi împlinim visul lor minunat.        | Dich rühmen wir, Rumänien, väterliche Erde. Stolze Hänge unter deinem friedlichen Himmel sind fruchtbar. Es ist vernichtet das verdammte Joch der Vergangenheit. Nicht vergeblich haben die heldenhaften Vorfahren gekämpft. Heute erfüllen wir ihren herrlichen Traum.   |
| Refren: Puternică, liberă, Pe soartă stăpână, Trăiască Republica Populară Română! (2×) | Refrain: Stark, frei, Herr des Schicksals, Es lebe die Volksrepublik Rumänien! (2×) |
| Infrățit fi-va veșnic al nostru popor Cu poporul sovietic eliberator. Leninismul ni-e far, și tărie și-avânt, Noi urmăm cu credință Partidul ne'nfrânt, Făurim socialismul pe-al țării pământ.               | Ewig verbrüdert wird unser Volk sein Mit dem sowjetischen Volk, dem Befreier. Der Leninismus ist uns Leuchtturm, Kraft und Schwung. Wir folgen mit Glauben der unbesiegbaren Partei. Wir schaffen den Sozialismus auf der Erde des Landes.                                |
| Refren | Refrain |
| Noi uzine clădim, rodul holdei sporim, Vrem în pace cu orice popor să trăim. Dar dușmanii de-ar fi să ne calce în prag, Ii vom frânge în numele-a tot ce ni-e drag. Inălta-vom spre glorie al Patriei steag. | Wir bauen Fabriken, den Ertrag des Feldes steigern wir. Wir wollen mit jedem Volk in Frieden leben. Aber die Feinde, wenn sie uns auf die Schwelle treten, Sie werden wir brechen im Namen allem was uns lieb ist. Hissen werden wir zur Ehre die Flagge des Vaterlandes. |
| Refren | Refrain |